# Ralf Fährmann
Ralf Fährmann (Karl-Marx-Stadt, 27 september 1988) is een Duits doelman in het betaald voetbal. Hij verruilde Eintracht Frankfurt in juli 2011 voor FC Schalke 04.

## Clubcarrière
Fährmann begon in 1995 met voetballen bij VfB Chemnitz. Na een daaropvolgende periode van vijf jaar bij Chemnitzer FC werd hij in 2003 opgenomen in de jeugdopleiding van FC Schalke 04, dat € 15.000,- voor hem betaalde. Hier begon hij in het elftal onder 19. In de periode van 2007 tot 2009 kwam Fährmann 28 wedstrijden uit voor het tweede team van Schalke en drie voor de hoofdmacht. 
Om Fährmann meer speeltijd te geven verhuurde Schalke hem in het seizoen 2009/2010 aan Eintracht Frankfurt. Door een trainerswissel in datzelfde seizoen kwam Fährmann op de bank te zitten, waar hij bleef tot een invalsbeurt in de twaalfde speelronde tegen Bayer 04 Leverkusen. Daarin kreeg hij vier tegendoelpunten. In de winterstop van het seizoen 2010/2011 vond opnieuw een trainerswissel plaats; Christoph Daum kwam aan het roer bij de club. Hij stelde Fährmann consequent op.
Fährmann begon bij zijn terugkeer bij Schalke als eerste doelman aan het seizoen 2011/2012. Eind augustus 2014 werd Fährmann tijdens een wedstrijd tegen Bayern München door een bal op zijn rechteroor geraakt.
In het seizoen 2019/20 werd hij eerst verhuurd aan Norwich City FC in de Premier League. Daar kwam hij tot een optreden. In maart 2020 werd hij tot het einde van het kalenderjaar verhuurd aan SK Brann in Noorwegen.

## Clubstatieken
| Seizoen | Club                   | Land               | Competitie         | Competitie | Competitie | Beker | Beker | Internationaal | Internationaal | Totaal | Totaal |
| Seizoen | Club                   | Land               | Competitie         | Wed.       | Dlp.       | Wed.  | Dlp.  | Wed.           | Dlp.           | Wed.   | Dlp.   |
| ------- | ---------------------- | ------------------ | ------------------ | ---------- | ---------- | ----- | ----- | -------------- | -------------- | ------ | ------ |
| 2007/08 | Schalke 04 II          | Vlag van Duitsland | Oberliga Westfalen | 28         | 0          | 0     | 0     | —              | —              | 28     | 0      |
| 2008/09 | Schalke 04 II          | Vlag van Duitsland | Regionalliga West  | 11         | 0          | 0     | 0     | —              | —              | 11     | 0      |
| 2008/09 | Schalke 04             | Vlag van Duitsland | Bundesliga         | 3          | 0          | 1     | 0     | 1              | 0              | 5      | 0      |
| 2009/10 | Eintracht Frankfurt II | Vlag van Duitsland | Regionalliga Süd   | 6          | 0          | 0     | 0     | —              | —              | 6      | 0      |
| 2009/10 | Eintracht Frankfurt    | Vlag van Duitsland | Bundesliga         | 3          | 0          | 0     | 0     | —              | —              | 3      | 0      |
| 2010/11 | Eintracht Frankfurt    | Vlag van Duitsland | Bundesliga         | 15         | 0          | 1     | 0     | —              | —              | 16     | 0      |
| 2011/12 | Schalke 04             | Vlag van Duitsland | Bundesliga         | 9          | 0          | 1     | 0     | 4              | 0              | 14     | 0      |
| 2012/13 | Schalke 04             | Vlag van Duitsland | Bundesliga         | 0          | 0          | 0     | 0     | 0              | 0              | 0      | 0      |
| 2012/13 | Schalke 04 II          | Vlag van Duitsland | Regionalliga West  | 2          | 0          | 0     | 0     | —              | —              | 2      | 0      |
| 2013/14 | Schalke 04 II          | Vlag van Duitsland | Regionalliga West  | 2          | 0          | 0     | 0     | —              | —              | 2      | 0      |
| 2013/14 | Schalke 04             | Vlag van Duitsland | Bundesliga         | 22         | 0          | 1     | 0     | 4              | 0              | 27     | 0      |
| 2014/15 | Schalke 04             | Vlag van Duitsland | Bundesliga         | 25         | 0          | 1     | 0     | 6              | 0              | 32     | 0      |
| 2015/16 | Schalke 04             | Vlag van Duitsland | Bundesliga         | 34         | 0          | 1     | 0     | 8              | 0              | 43     | 0      |
| 2016/17 | Schalke 04             | Vlag van Duitsland | Bundesliga         | 34         | 0          | 4     | 0     | 11             | 0              | 49     | 0      |
| 2017/18 | Schalke 04             | Vlag van Duitsland | Bundesliga         | 34         | 0          | 5     | 0     | —              | —              | 39     | 0      |
| 2018/19 | Schalke 04             | Vlag van Duitsland | Bundesliga         | 17         | 0          | 2     | 0     | 6              | 0              | 25     | 0      |
| 2019/20 | → Norwich City         | Vlag van Engeland  | Premier League     | 1          | 0          | 2     | 0     | —              | —              | 3      | 0      |
| 2020    | → SK Brann             | Vlag van Noorwegen | Eliteserien        | 0          | 0          | 0     | 0     | —              | —              | 0      | 0      |
| 2020/21 | Schalke 04             | Vlag van Duitsland | Bundesliga         | 3          | 0          | 1     | 0     | —              | —              | 4      | 0      |
| Totaal  | Totaal                 | Totaal             | Totaal             | 249        | 0          | 20    | 0     | 39             | 0              | 308    | 0      |

## interlandcarrière
Fährmann speelde vier wedstrijden in het elftal onder 19 van Duitsland, gevolgd door vijf wedstrijden in het elftal onder 20 en één bij de –21.

## Erelijst
| DFL-Supercup | 1x | 2011 |

1 Hoffmann ·
2 Sánchez ·
4 Noode ·
5 Murkin ·
6 Schallenberg ·
7 Seguin ·
8 Younes ·
9 Sylla ·
11 Lasme ·
14 Bachmann ·
15 Højlund ·
16 Zalazar ·
17 Gantenbein ·
18 Antwi-Adjei ·
19 Karaman  ·
21 Wasinski ·
22 Cissé ·
23 Aydın ·
24 Hamache ·
26 Kalas ·
27 Tempelmann ·
28 Heekeren ·
29 Mohr ·
30 Donkor ·
31 Bulut ·
34 Langer ·
35 Kamiński ·
37 Grüger ·
Coach: Van Wonderen
· Assistent-coach: Balette
· Assistent-coach: Molenaar
· Assistent-coach: Sam